# Coppa d'Austria 2021-2022 (pallavolo femminile)
La Coppa d'Austria 2021-2022, 41ª edizione della coppa nazionale di pallavolo femminile, si è svolta dal 29 settembre 2021 al 5 febbraio 2022: al torneo hanno partecipato ventinove squadre di club austriache e la vittoria finale è andata per l'undicesima volta al NÖ Sokol/Post.

## Formula
La formula del torneo ha previsto primo turno, ottavi di finale e quarti di finale, semifinali e finale.

## Squadre partecipanti
| - Alt-Brigittenau - ASKÖ Linz-Steg - ASKÖ Purgstall - ASKÖ Villach - ATSE Graz - Bisamberg - Brückl - Dornbirn - Eisenerz - Grafenstein | - Graz - Hartberg - Hausmannstätten - HIB Liebenau - Inzing - Jennersdorf - Klagenfurt - NÖ Sokol/Post - Oberndorf - Prinz Brunnenbau | - PSV Salzburg - Seekirchen - Ti-Volley Innsbruck - Tirol - WAT Tigers - Weiz - Wels - Wolfsberg - Wörther-See-Löwen |

## Torneo

### Tabellone
|  | Ottavi di finale    | Ottavi di finale |  |  | Quarti di finale    | Quarti di finale |                     |   | Semifinali    | Semifinali |                     |   | Finale | Finale |  |
|  |                     |                  |  |  |                     |                  |                     |   |               |            |                     |   |        |        |  |
|  | Brückl              | 0                |  |  |                     |                  |                     |   |               |            |                     |   |        |        |  |
|  | Hartberg            | 3                |  |  | Hartberg            | 0                |                     |   |               |            |                     |   |        |        |  |
|  | Wörther-See-Löwen   | 0                |  |  | Graz                | 3                |                     |   |               |            |                     |   |        |        |  |
|  | Graz                | 3                |  |  |                     |                  |                     |   | Graz          | 2          |                     |   |        |        |  |
|  | Klagenfurt          | 0                |  |  |                     |                  | NÖ Sokol/Post       | 3 |               |            |                     |   |        |        |  |
|  | NÖ Sokol/Post       | 3                |  |  | NÖ Sokol/Post       | 3                |                     |   |               |            |                     |   |        |        |  |
|  | Seekirchen          | 1                |  |  | Eisenerz            | 1                |                     |   |               |            |                     |   |        |        |  |
|  | Eisenerz            | 3                |  |  |                     |                  |                     |   | NÖ Sokol/Post | 3          |                     |   |        |        |  |
|  | Prinz Brunnenbau    | 1                |  |  |                     |                  |                     |   |               |            | Ti-Volley Innsbruck | 0 |        |        |  |
|  | Inzing              | 3                |  |  | Inzing              | 2                |                     |   |               |            |                     |   |        |        |  |
|  | Alt-Brigittenau     | 0                |  |  | ATSE Graz           | 3                |                     |   |               |            |                     |   |        |        |  |
|  | ATSE Graz           | 3                |  |  |                     |                  |                     |   | ATSE Graz     | 0          |                     |   |        |        |  |
|  | Wolfsberg           | 0                |  |  |                     |                  | Ti-Volley Innsbruck | 3 |               |            |                     |   |        |        |  |
|  | ASKÖ Linz-Steg      | 3                |  |  | ASKÖ Linz-Steg      | 1                |                     |   |               |            |                     |   |        |        |  |
|  | PSV Salzburg        | 2                |  |  | Ti-Volley Innsbruck | 3                |                     |   |               |            |                     |   |        |        |  |
|  | Ti-Volley Innsbruck | 3                |  |  |                     |                  |                     |   |               |            |                     |   |        |        |  |

### Risultati

#### Primo turno
| 3 ottobre 2021 Messehalle 1, Dornbirn Durata: 1h:51 - Spettatori: ?                      | Dornbirn            | 2 - 3 | Seekirchen       | 25-14, 21-25, 20-25, 25-17, 13-15 |
| 26 settembre 2021 Sporthalle, Hausmannstätten Durata: 1h:57 - Spettatori: ?              | Hausmannstätten     | 2 - 3 | ATSE Graz        | 26-24, 22-25, 22-25, 25-22, 9-15  |
| 26 settembre 2021 BSH Lind, Villaco Durata: 1h:04 - Spettatori: ?                        | ASKÖ Villach        | 0 - 3 | Hartberg         | 24-26, 13-25, 15-25               |
| 26 settembre 2021 BORG Jennersdorf, Jennersdorf Durata: 0h:58 - Spettatori: ?            | Jennersdorf         | 0 - 3 | Klagenfurt       | 16-25, 14-25, 13-25               |
| 26 settembre 2021 Volksschule Sankt Margarethen, Wolfsberg Durata: 1h:08 - Spettatori: ? | Wolfsberg           | 3 - 0 | Weiz             | 25-23, 25-16, 25-19               |
| 26 settembre 2021 Uni-Sport-Zentrum Rosenhain, Graz Durata: 0h:52 - Spettatori: ?        | HIB Liebenau        | 0 - 3 | Graz             | 13-25, 13-25, 5-25                |
| 26 settembre 2021 Sportpark Klagenfurt, Klagenfurt Durata: 1h:36 - Spettatori: ?         | Wörther-See-Löwen   | 3 - 1 | Grafenstein      | 24-26, 25-18, 25-14, 25-19        |
| 26 settembre 2021 Sporthalle Per-Albin-Hansson Ost, Vienna Durata: 1h:01 - Spettatori: ? | WAT Tigers          | 0 - 3 | Prinz Brunnenbau | 19-25, 15-25, 12-25               |
| 26 settembre 2021 BG/BRG Korneuburg, Korneuburg Durata: 1h:29 - Spettatori: ?            | Bisamberg           | 0 - 3 | NÖ Sokol/Post    | 15-25, 23-25, 25-27               |
| 26 settembre 2021 Landessportcenter, Innsbruck Durata: 1h:09 - Spettatori: ?             | Inzing              | 3 - 0 | Wels             | 25-14, 25-15, 25-23               |
| 26 settembre 2021 Sportmittelschule Oberndorf, Oberndorf Durata: 1h:02 - Spettatori: ?   | Oberndorf           | 0 - 3 | PSV Salzburg     | 12-25, 11-25, 9-25                |
| 26 settembre 2021 Uni-Sportinstitut, Innsbruck Durata: 1h:37 - Spettatori: ?             | Ti-Volley Innsbruck | 3 - 1 | Tirol            | 25-11, 17-25, 25-21, 27-25        |
| 26 settembre 2021 Sporthalle, Purgstall an der Erlauf Durata: 1h:20 - Spettatori: ?      | ASKÖ Purgstall      | 0 - 3 | ASKÖ Linz-Steg   | 20-25, 20-25, 15-25               |

#### Ottavi di finale
| 17 ottobre 2021 Sporthalle der MS Friesach, Friesach Durata: 1h:06 - Spettatori: ?     | Brückl            | 0 - 3 | Hartberg            | 15-25, 22-25, 8-25                |
| 17 ottobre 2021 BG/BRG Lerchenfeld, Klagenfurt Durata: 0h:53 - Spettatori: ?           | Wörther-See-Löwen | 0 - 3 | Graz                | 11-25, 22-25, 8-25                |
| 17 ottobre 2021 Sportzentrum Rif, Hallein Durata: 1h:46 - Spettatori: ?                | PSV Salzburg      | 2 - 3 | Ti-Volley Innsbruck | 25-14, 25-21, 14-25, 15-25, 12-15 |
| 17 ottobre 2021 Sporthalle Brigittenau, Vienna Durata: 1h:13 - Spettatori: ?           | Alt-Brigittenau   | 0 - 3 | ATSE Graz           | 13-25, 23-25, 26-28               |
| 17 ottobre 2021 Volksschule Sankt Margarethen, Wolfsberg Durata: 0h:55 - Spettatori: ? | Wolfsberg         | 0 - 3 | ASKÖ Linz-Steg      | 11-25, 14-25, 12-25               |
| 17 ottobre 2021 Bundesgymnasium Seekirchen, Seekirchen Durata: 1h:25 - Spettatori: ?   | Seekirchen        | 1 - 3 | Eisenerz            | 22-25, 16-25, 25-18, 15-25        |
| 17 ottobre 2021 Bezirkssporthalle, Perg Durata: 1h:50 - Spettatori: ?                  | Prinz Brunnenbau  | 1 - 3 | Inzing              | 25-20, 19-25, 25-27, 17-25        |
| 17 ottobre 2021 BG/BRG Lerchenfeld, Klagenfurt Durata: 1h:14 - Spettatori: ?           | Klagenfurt        | 0 - 3 | NÖ Sokol/Post       | 24-26, 14-25, 21-25               |

#### Quarti di finale
| 14 novembre 2021 Sportmittelschule Kleinmünchen, Linz Durata: 1h:41 - Spettatori: ? | ASKÖ Linz-Steg | 1 - 3 | Ti-Volley Innsbruck | 18-25, 16-25, 25-20, 20-25        |
| 14 novembre 2021 Bundesschulzentrum, Hartberg Durata: 1h:08 - Spettatori: ?         | Hartberg       | 0 - 3 | Graz                | 15-25, 9-25, 24-26                |
| 14 novembre 2021 Landessportcenter, Innsbruck Durata: 1h:13 - Spettatori: ?         | Inzing         | 2 - 3 | ATSE Graz           | 21-25, 25-20, 23-25, 25-14, 16-18 |
| 14 novembre 2021 Posthalle, Vienna Durata: 1h:47 - Spettatori: ?                    | NÖ Sokol/Post  | 3 - 1 | Eisenerz            | 25-18, 25-21, 19-25, 25-19        |

#### Semifinali
| 3 febbraio 2022 Raiffeisen Sportpark, Graz Durata: 1h:56 - Spettatori: ? | Graz      | 2 - 3 | NÖ Sokol/Post       | 25-23, 25-17, 15-25, 20-25, 11-15 |
| 23 gennaio 2022 ASKÖ-Halle Eggenberg, Graz Durata: 1h:01 - Spettatori: ? | ATSE Graz | 0 - 3 | Ti-Volley Innsbruck | 12-25, 11-25, 18-25               |

#### Finale
| 5 febbraio 2022 Stadthalle, Zwettl-Niederösterreich Durata: 1h:08 - Spettatori: ? | NÖ Sokol/Post | 3 - 0 | Ti-Volley Innsbruck | 25-20, 25-15, 25-21 |